# Jáchymovské doly

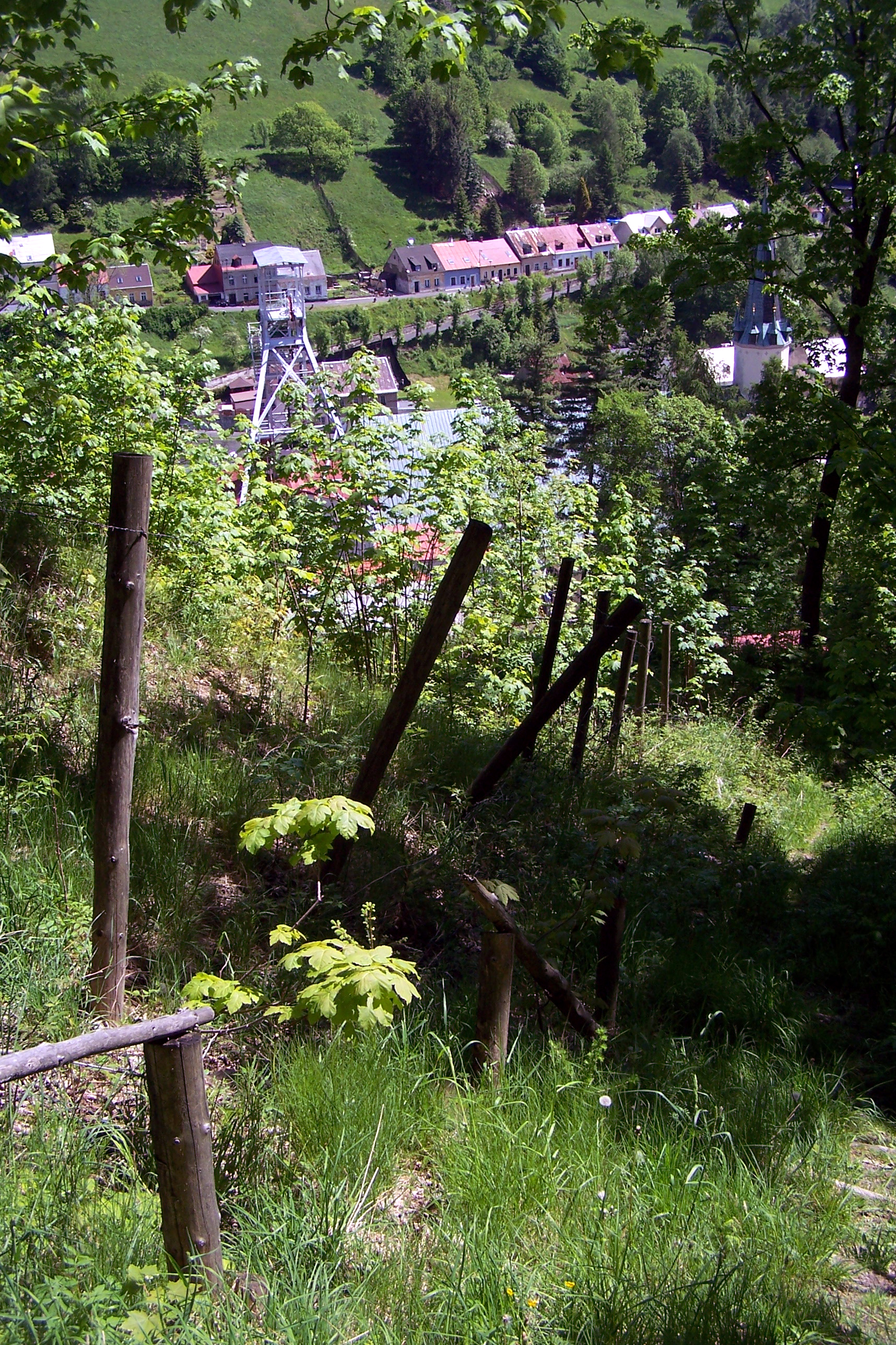
Pohled od schodů, vedoucích od jáchymovského dolu Svornost k areálu bývalého pracovního tábora

Národní podnik Jáchymovské doly byl těžební důlní podnik, specializovaný na těžbu uranové rudy. Výhradním vlastníkem podniku byl československý stát. Podnik vznikl výhradně za účelem centrálního řízení těžby uranové rudy na území tehdejšího Československa a plnění dohody mezi vládami SSSR a ČSR o dodávkách radioaktivní rudy do SSSR. Podnik zaměstnával jak civilní horníky, tak také zajišťoval ubytování a práci rozmanité skupině nesvobodných pracovních sil. Pod svým původním označením Jáchymovské doly podnik existoval od roku 1946 až do roku 1962, kdy byl přeměněn na účelovou organizaci a prošel likvidací. Současným nástupcem je státní podnik DIAMO.

## Vznik národního podniku
Jáchymov se stal pro Sovětský svaz vojenskou strategickou lokalitou v okamžiku, když Spojené státy dokázaly od roku 1945 vyrábět atomové zbraně a SSSR potřebovala v co nejkratším čase vytvořit rovnováhu vojenských sil. V oblasti západočeského Jáchymova se tehdy nacházela jediná otevřená ložiska uranové rudy, která spadala do sféry vlivu SSSR. Už na počátku léta 1945 proto jednotky Rudé armády obsadily všechny tři tehdejší jáchymovské doly. Vstup do areálů povolovaly pouze na propustky, které vystavoval sovětský vojenský štáb v Karlových Varech. Dne 30. září 1945 obdržel ministr obrany od československého velitelství v Jáchymově zprávu, že 27. a 28. srpna 1945 se do dolů dostavil ruský generál Michajlov, plukovník Alexandrov a další vojenské osoby, dále že došlo k zesílení dosavadní jednotky Rudé armády a že závod navštěvují ruští odborníci. Úřad předsednictva vlády, respektive předseda vlády Zdeněk Fierlinger, nařídil si těchto návštěv nevšímat, což v bezprostředně poválečných měsících nebylo nijak výjimečné.
Dosavadní německá správa jáchymovských dolů, fungující zde od roku 1939, předala důlní díla v plně funkčním stavu. Obnovená československá Ústřední správa báňských a hutních závodů jmenovala ředitelem Státního báňského ředitelství v Jáchymově Jaroslava Pacáka.
Dne 23. listopadu 1945 byla v Praze uzavřena přísně tajná Dohoda mezi vládou SSSR a vládou ČSR o rozšíření těžby rud a koncentrátů v Československu, obsahujících rádium a jiné radioaktivní prvky. Původní návrhy sovětských činitelů o založení společné mezinárodní akciové společnosti, srovnatelné s německým Wismutem, byl československou vládou jednoznačně odmítnut. Československá vláda chtěla nad činností Sovětů v ČSR udržet kontrolu, byť se jí to pak dařilo jen zčásti.
Když byl na základě dohody z listopadu 1945 vyhláškou ministra průmyslu č. 828/Ú.l. ze dne 7. března 1946 zřízen k 1. lednu 1946 národní podnik Jáchymovské doly, stal se jeho ředitelem Ing. Bohuslav Hegner. Už za dva roky byl ale při únorovém puči v roce 1948 jako nekomunista (člen lidové strany) nahrazen komunistou Ing. Josefem Čmelákem. Vedení jáchymovského podniku plnilo v té době spíš jen formální funkce. Plně totiž podléhalo požadavkům Stálé smíšené československo-sovětské komise v Praze, napojené přímo na komunistického prezidenta Gottwalda, plně loajálního k sovětským požadavkům.
Národní podnik Jáchymovské doly byl podřízen Ústřednímu ředitelství československých dolů, začleněnému do ministerstva průmyslu. Pro řešení otázek těžby uranových rud byli jmenováni dva vládní zmocněnci, kteří byli zároveň členy Stálé československo-sovětské komise. Řídícím orgánem tak byla především tato komise.
Zároveň s růstem počtu dolů a zahajováním těžby uranových rud v nových oblastech, územně vzdálených od sídla národního podniku v Jáchymově, byly v roce 1949 zřízeny jako organizační mezičlánek tzv. inspektoráty, které sdružovaly vždy několik závodů nebo příbuzných činností. Inspektoráty měly však jen velmi omezené pravomoci a žádnou právní subjektivitu. V roce 1955 to bylo pět těžebních inspektorátů (Jáchymov, Mariánské Lázně, Horní Slavkov, Příbram a Trutnov) a dva úpravárenské. Dále byly v podniku začleněna organizace pro geologický průzkum, investiční výstavbu a řada pomocných provozů.

## Podniková restrukturalizace
Jáchymovské doly patřily do úzké skupiny státních firem nejvyššího státního zájmu. Zvláště v prvních letech své existence však provozy důlního podniku trpěly mimořádně špatnou organizací práce, laxním přístupem zaměstnanců k plnění pracovních úkolů a nezodpovědným přístupem k péči o podnikový majetek. Podnik se také přímo i nepřímo podílel na udržování nevyhovujících životních podmínek trestanců zapojených do těžby uranové rudy, což ovšem kompetentní státní autority zcela ignorovaly. Jediným zájmem bylo plnění československo-sovětské smlouvy.
Nedůslednosti a nepořádky na různých úrovních podnikové činnosti brzdily efektivní provoz těžby. Zvyšovaly rovněž riziko úniku strategických informací i surovin mimo Jáchymovské doly. Ke stabilizaci strategického podniku byla ze strany nejvyšších státních orgánů postupně uplatněna sada represivních zásahů i manažerských opatření, které však vedly jen k dílčím zlepšením. V srpnu 1949 byl dosavadní komunistický ředitel Čmelák zatčen a nahrazen Ing. Františkem Simínem. Ani s novým loutkovým ředitelem nebyla však Stálá československo-sovětská komise spokojena, takže byl v závěru roku 1951 odvolán. Ve stejné době zaútočila represivní komunistická Státní bezpečnost i na členy mezivládní komise. Ing. Svatopluk Rada byl obviněn ze špionáže a v rámci Procesu s vedením protistátního spikleneckého centra v čele s Rudolfem Slánským dohnán k sebevraždě. Situace v podniku se stabilizovala až v polovině padesátých let. Zčásti důsledkem poklesu mezinárodního napětí a zmírnění politických represí. Také však příchodem profesionálního podnikového managementu a rostoucího počtu vystudovaných hornických vysokoškoláků.
V roce 1952 byl podnik Jáchymovské doly vyňat z pravomoci ministerstva průmyslu a podřízen Hlavní správě výzkumu při úřadu předsedy vlády ČSR, která se stala jednak ústředním orgánem a zprostředkovatelem styků národního podniku s ostatními orgány státní správy, jednak výkonným orgánem Stálé československo-sovětské komise. Hlavní správa výzkumu byla v roce 1955 začleněna do nově vzniklé Ústřední správy výzkumu a těžby radioaktivních surovin (ÚSVTRS). Nově vzniklá báňská instituce byla postavena na úroveň samostatného ministerstva a podřízena vládě, od roku 1959 místopředsedovi vlády a předsedovi Státní plánovací komise.
Dne 1. dubna 1956 byl podnik Jáchymovské doly rozdělen na sedm národních podniků – Jáchymov, Mariánské Lázně, Horní Slavkov, Příbram, Trutnov, Chemická úpravna Nejdek, Stavební závody Jáchymov a od 1. července přibyl národní podnik Strojovna Dvory. Všechny tyto národní podniky byly podřízeny ÚSVTRS. Označení „Jáchymovské doly“ zůstalo v názvech nástupnických národních podniků (Jáchymovské doly - Příbram atd.). Národní podnik v Jáchymově zanikl v roce 1962, kdy vstoupil do likvidace jako účelová organizace, která byla zrušena v roce 1965. Nástupcem Jáchymovských dolů byl mezi lety 1967 a 1988 Československý uranový průmysl a od roku 1988 je to státní podnik DIAMO.

## Přidružené provozy
Kromě samotné těžby uranových rud a koncentrátů měl národní podnik Jáchymovské doly ve své gesci řadu přidružených závodů a provozů. Jako největší zaměstnavatel v regionu podnik významným způsobem ovlivňoval i správu některých přilehlých krušnohorských osad a městeček – Vejprty, Loučnou, Boží Dar, Potůčky, Horní Blatnou, Pernink a Abertamy.
Mezi nejvýznamnější povrchové provozy patřil Šachtstroj, později přejmenovaný na Budování, který zajišťoval montáž zařízení dolů, technické zásobování, výrobu a vývoj důlních zařízení. Zřízen byl v roce 1946, v roce 1948 znárodněn. Dalším byl Závod mechanizace a automatizace Ostrov. Sem spadal vývoj a výroba nových automatizovaných aparatur, přístrojů pro měření radonu a radioaktivního záření a dalších elektrotechnických výrobků.
Dne 1. února 1958 došlo k založení podniku Jáchymovské doly - geologický průzkum se sídlem v Hluboši. Ten přesídlil do Příbrami v roce 1960. V roce 1958 byla v Ostrově postavena výšková budova Projekce, kde byla soustředěna veškerá projekční a vývojová pracoviště Jáchymovských dolů.
Významnou činností byla výstavba bytů pro zaměstnance dolů a přidružených provozů. Například panelové sídliště v Ostrově bylo takto postaveno včetně infrastruktury a občanské vybavenosti. Celkem Jáchymovské doly postavily 2940 bytových jednotek a objektů občanské vybavenosti v celkové hodnotě přes 400 000 000 Kčs.

## Trestanecké tábory
Národní podnik Jáchymovské doly byl vlastníkem táborových areálů, ve kterých byli ubytováni váleční zajatci, nuceně nasazení občané ČSR a soudně odsouzení trestanci. Podnik táborové areály pronajímal za úplatu jednotlivým ministerstvům.
Tyto tábory byly proslulé nezákonnostmi, které překračovaly i tehdejší komunistické právo. Primárními pachateli šikany a krutostí byla ozbrojená táborová ostraha a systém třídní nesnášenlivosti, nastavený komunistickým aparátem. Zčásti však podmínky pro tyto nezákonnosti spoluvytvářel i podnik Jáchymovské doly. Své závazky zajistit v táborech kvalitní ubytování a sociální zázemí plnil nedůsledně. Před rokem 1951 byly životní podmínky v táborech – důsledkem lhostejnosti podnikového managementu – katastrofální. Podnik například nebyl schopen nebo ochoten zajistit stavbu kvalitních ubikací ani jejich průběžnou údržbu, což významným způsobem ztěžovalo každodenní život už tak dost ponižovaných nesvobodných pracovních sil. Podnik se také zdráhal vybudovat v táborech umývárny, toalety, prádelny, kuchyně a nezbytnosti.
Další povinností podniku (rovněž jak v rovině smluvní, tak i morální) bylo zajistit nesvobodným pracovním silám odpovídající pracovní obuv, oděvy, pracovní pomůcky. Až do první poloviny padesátých let jich však poskytoval nedostatek a často i poškozené. Odpovědní zástupci podniku v té době systematicky opomíjeli odpovídající proškolení nových horníků a běžně ignorovali báňská nařízení a bezpečnost práce. Důsledkem toho docházelo k množství zbytečných pracovních úrazů. Mezi roky 1950–1960 došlo v dolech ke 32 tisícům pracovních úrazů. Asi 450 jich bylo smrtelných.
Někteří civilní horníci se na pracovišti zapojovali do ponižování trestanců, dokonce je i okrádali. Na každém dole se však našlo i několik odvážných civilistů, kteří trestancům (respektive politickým vězňům) naopak poskytovali nezištnou pomoc navzdory vysokým trestům, které jim za to hrozily.

## Pracovní ocenění podniku
Jáchymovské uranové doly za dobu své existence získaly celou řadu ocenění ve formě státních vyznamenání a řádů. Tyto byly uděleny i jednotlivcům.
- V roce 1957 získal kolektiv úpravny uranové rudy Eliáš státní vyznamenání Za vynikající práci.
- V roce 1959 získal kolektiv pracovníků Jáchymovských dolů Řád práce.
- V roce 1960 získal O. Fedorko Řád republiky.
- V roce 1961 získal lamačský kolektiv předáka V. Hlavinky Řád práce a kolektiv pracovníků Dolu Abertamy státní vyznamenání Za vynikající práci.[1]